# یوکیهی
یوکیهی (به ژاپنی: 楊貴妃 ヨウキヒ yokihi) نام علمی بر اساس کتاب ساکورای ژاپن (Cerasus lannesiana 'Mollis' Miyoshi) نام یک نوع درخت ساکورای باغی است.

## ویژگی گل
- تعداد گلبرگ: ۱۵–۲۰ عدد
- رنگ:از صورتی مایل به قرمز تا قرمز
- قطر گل: ۳٫۸ تا ۴٫۶ سانتیمتر
- زمان گل‌دهی:اواسط ماه آوریل
- محل نمونه:باغ گیاه‌شناسی جنگل تاما